# Nepenthes mikei
Nepenthes mikei är en tvåhjärtbladig växtart som beskrevs av B. Salmon och Maulder. Nepenthes mikei ingår i släktet Nepenthes och familjen Nepenthaceae. Inga underarter finns listade i Catalogue of Life.

## Bildgalleri

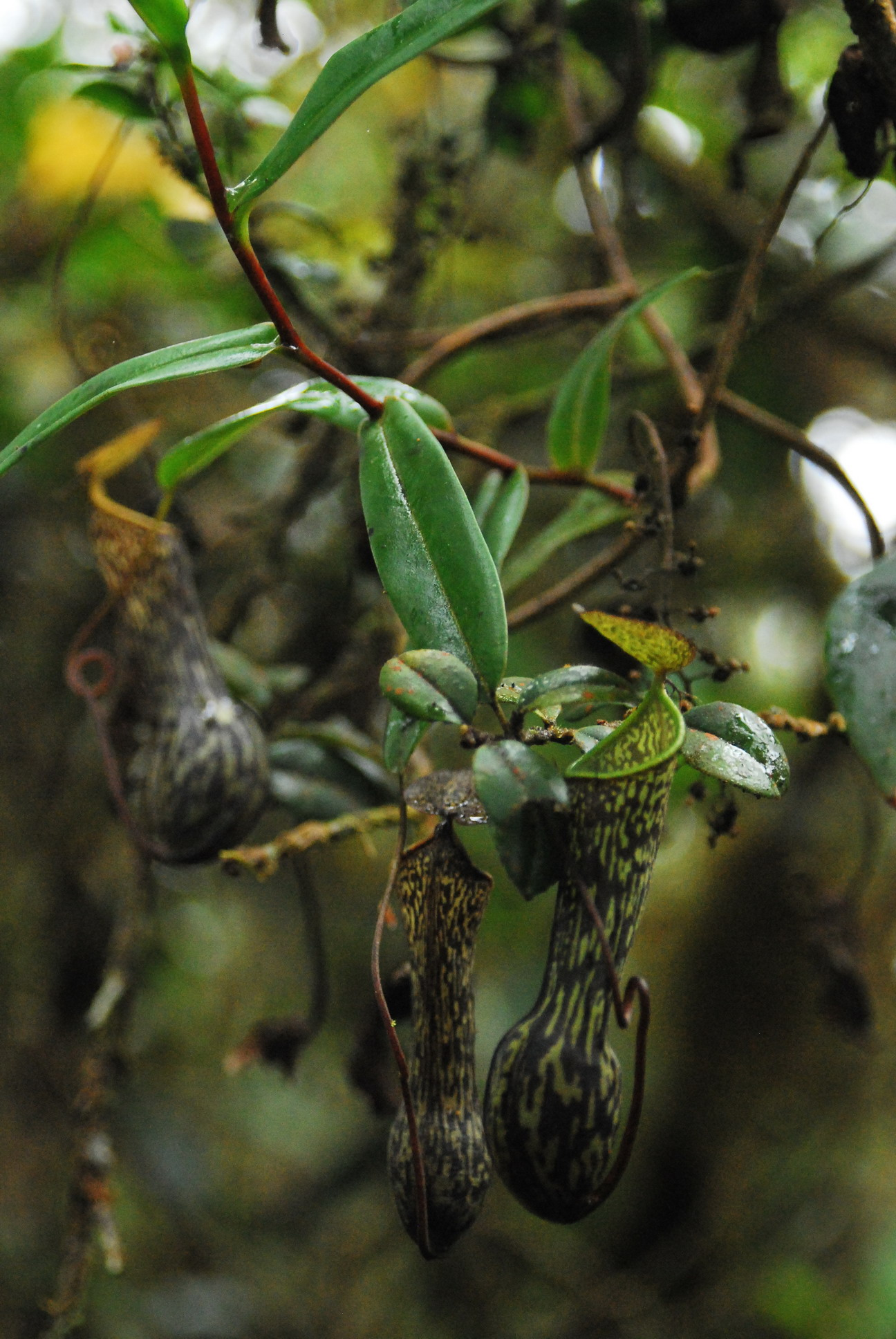
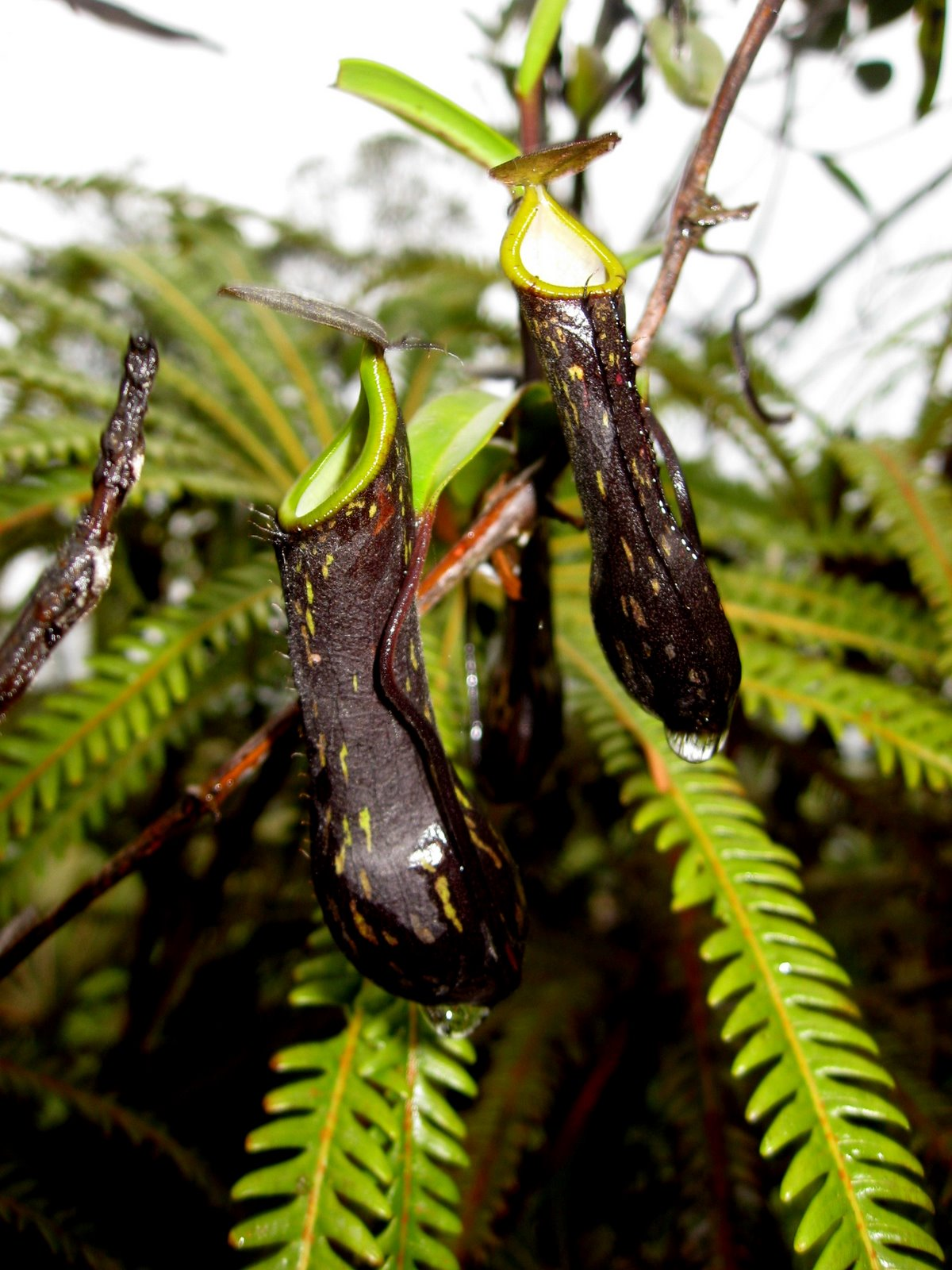
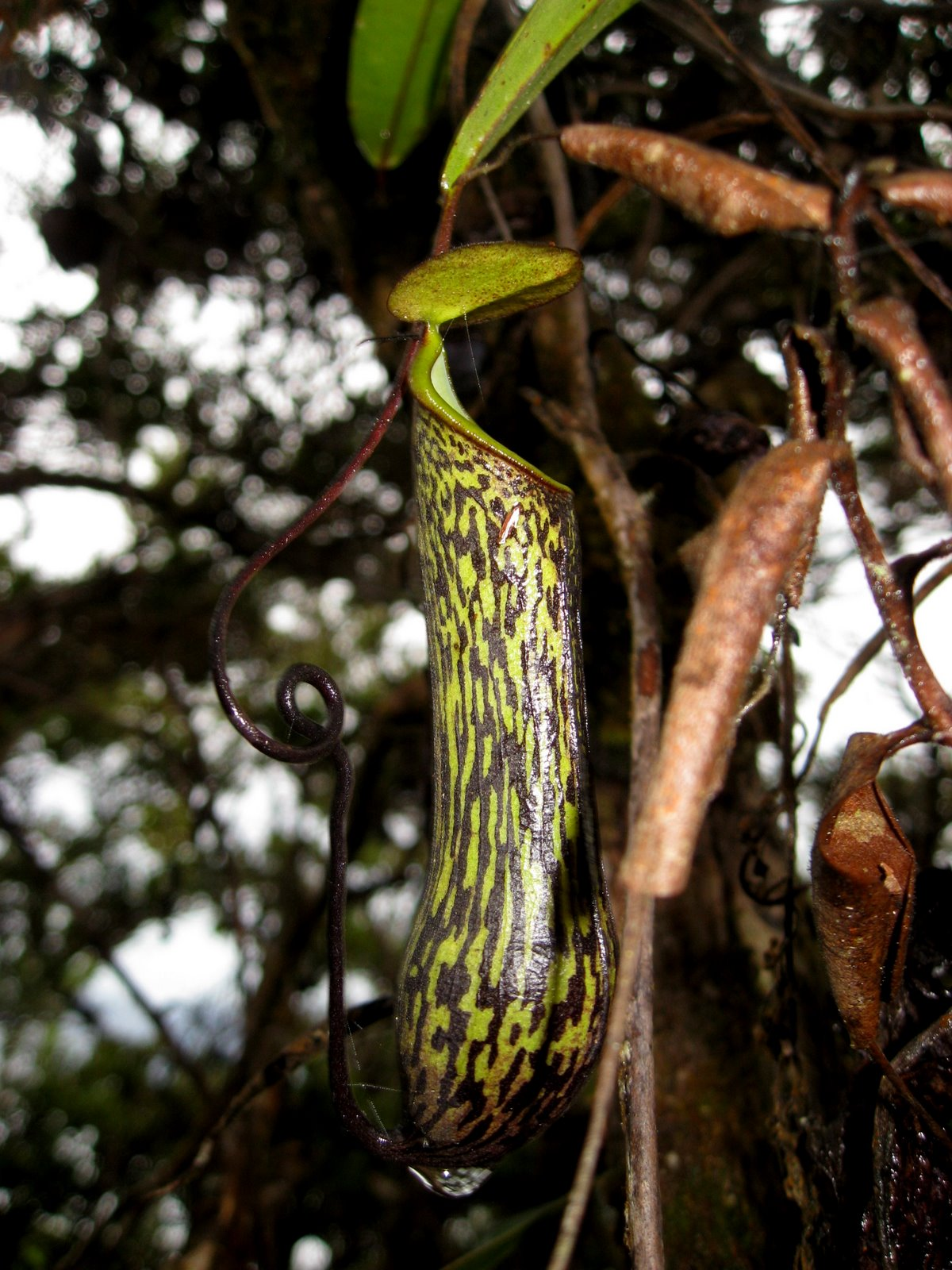
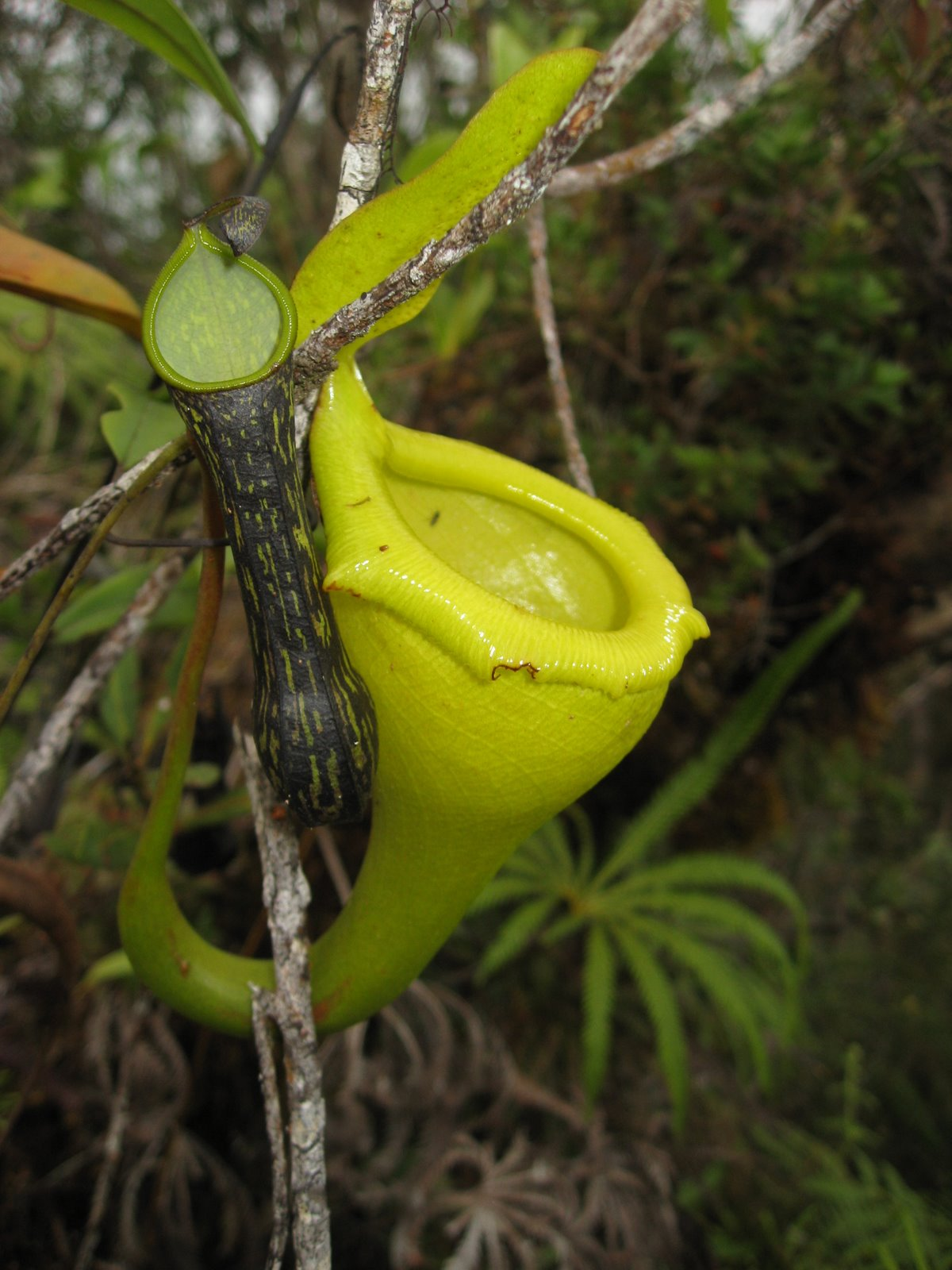
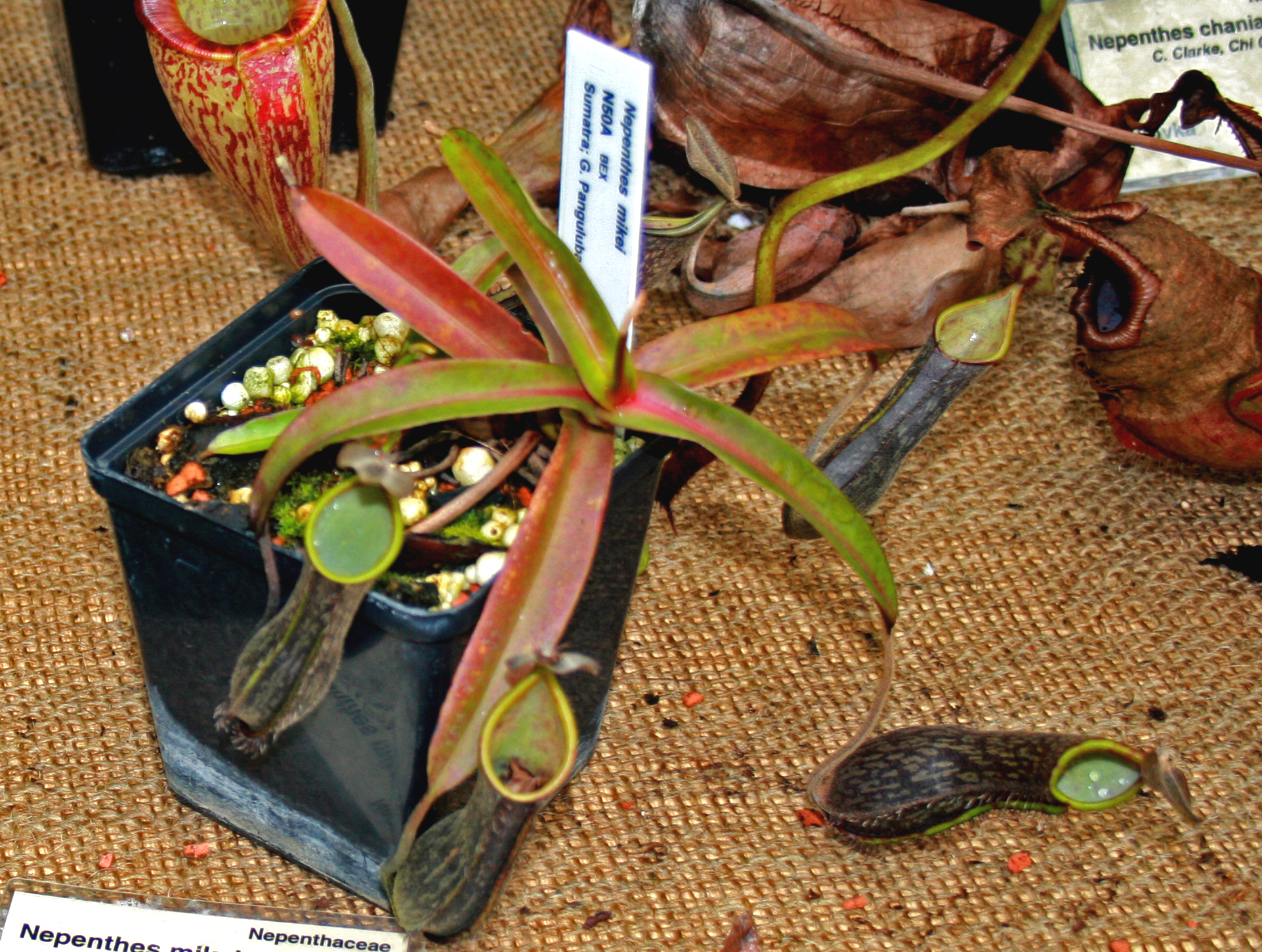